# Сабродський тигр

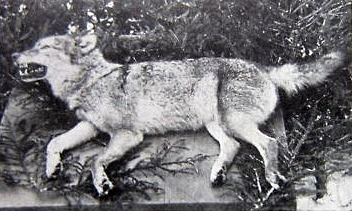
Фото 1904 року

Сабродський тигр (Нім. Tiger von Sabrodt) — назва вовка, застріленого в Лужиці 27 лютого 1904 року. Вважається останнім вовком Німеччини, офіційно застреленим на території сучасної країни. Після нього перші вовки, які постійно проживають у Німеччині, були зареєстровані лише 1989 року на території історичної області Верхня Лужиця у федеральній землі Саксонія. У 2000 році вперше за 150-річний період одній вовчій парі, що емігрувала з території Польщі, вдалося виростити цуценят в одному з лісових масивів Верхньої Лужиці.

## Біографія
Відомо тільки що, до своєї смерті полював на худобу.

### Смерть
Вовк був застрілений поблизу міста Гоєрсверда (тоді частина Сілезії) 27 лютого 1904 року лісником, який отримав за його вбивство 100 марок винагороди. Звір кілька разів тікав від мисливців і, за деякими даними, важив 41 кілограм, мав довжину 1,60 метра і висоту в загривку 80 сантиметрів.
Туша була встановлена і залишається на виставці в музеї в замку Хойерсверда. Тим часом вовки повернулися до Лужиці, успішно розмножуючись там з 2009 році.